# Мејплвуд Парк (Охајо)
Мејплвуд Парк (енгл. Maplewood Park) насељено је место без административног статуса у америчкој савезној држави Охајо.

## Демографија
По попису из 2010. године број становника је 280, што је 41 (-12,8%) становника мање него 2000. године.
| Група             | 2000.       | 2010.       |
| Белци             | 130 (40,5%) | 127 (45,4%) |
| Афроамериканци    | 187 (58,3%) | 134 (47,9%) |
| Азијати           | 0 (0,0%)    | 0 (0,0%)    |
| Хиспаноамериканци | 0 (0,0%)    | 5 (1,8%)    |
| Укупно            | 321         | 280         |